# Port des Orats
El Port des Orats, o cala de Ses Orats, és una platja urbana del municipi de Begur (Baix Empordà), situada al nucli de Fornells. Té una llargada de 13,6 m, formada per sorra gruixuda, grava i còdols. Està densament rodejada de cases d'estiueig. Domina el port la casa dita el Paradís (des d’on és tradició que Ferran Agulló qualificà per primera vegada aquest litoral amb el nom de Costa Brava) i que ha estat convertit posteriorment en l'Hotel Aiguablava.
El 2022 l'Ajuntament de Begur va construir el tram de camí de ronda que uneix el Port des Orats amb la platja d'en Malaret, evitant el pas per propietats privades i donant continuïtat així al recorregut que va de la cala d'Aiguablava fins al port de Fornells.